# ブライアン・クラーク
ブライアン・クラーク（Bryan Emmett Clark、1964年4月14日 - ）は、アメリカ合衆国のプロレスラー。ペンシルベニア州ハリスバーグ出身。WCWではタッグチームのクロニック（KroniK）、WWEではアダム・ボム（Adam Bomb）のリングネームで知られる。

## 来歴
1990年、ザ・ナイトストーカー（The Nightstalker）のリングネームでAWAの提携団体CCWにてデビュー。AWAが活動停止すると、1992年10月よりジム・コルネットのSMWに参戦する。1993年2月8日にはトレイシー・スマザーズを破りTV王座を獲得したが、同日にティム・ホーナーに奪取された。
1993年3月、WWF（現：WWE）に登場。ジョニー・ポロをマネージャーに迎え、アダム・ボム（Adam Bomb）と名乗り活動する。リング上でポーズを構えると、バックでキノコ雲が噴煙するというド派手なパフォーマンスを見せていた。ヨーロッパ遠征などではジ・アンダーテイカーに次ぐ人気があったという。スター候補としてWWFからもプッシュされるが、レスリングテクニックが稚拙だったこともありチャンスをモノにすることができず退団。また、キノコ雲のパフォーマンスが批判を浴び、途中で中止になっている。
1997年にWCWに新天地を移す。怪奇系ギミックのラス（Wrath）として活動するが、特に目立った活躍はできず、途中で怪我をしてしまったこともあり、ここでもチャンスを生かせなかった。
2000年、ブライアン・クラーク（Bryan Clarke）をリングネームに、ブライアン・アダムスと共にクロニック（KroniK）を結成。タッグ結成後すぐに2度のタッグ王座となるなど活躍するが、ダーク・カーニバル（グレート・ムタ&バンピーロ）にタイトルを奪われてからは王座に返り咲くことはなかった。若手ユニットのナチュラル・ボーン・スリラーズとの抗争などもあったが、負けの方が多くなっていた。そんな中、クラークはまた怪我をし、アダムスは虫垂炎とことごとくチャンスをダメにし、結局アダムスの虫垂炎になったと同時にその後クロニックはWCWで試合することがなかった。
WCW崩壊後はWWEの契約リストには名前がなくしばらく消息は絶っていたが、2001年9月にスティーブン・リチャーズの用心棒として現れ、アンダーテイカーのバイクを攻撃し喧嘩を売った。そして、同月に行われたアンフォーギヴェンでテイカー&ケインのWCWタッグ王座に挑戦。しかし、これが大凡戦となってしまい、WWEからディベロップメント契約（下部団体でやり直し）を要請される。クラークはその条件に激怒しWWEをそのまま退団。アダムスだけは下部組織のHAWで活動することになったが、彼もその後すぐに解雇されてしまう。
2002年7月に全日本プロレスに登場。武藤敬司、太陽ケア組が持つ世界タッグ王座にいきなり挑戦し、なんと奪取にまで成功する。この試合はクロニックの生涯のベストバウトとも言われる好試合であった。その後全日の外人エースの主導を奪うため、マイク・バートン、ジム・スティールと対戦するなどするが、クロニックは精彩を欠いた。それからしばらくし、アダムスがボクサーに転向のためにクロニックは解散することになった。
2003年1月のファンタジーファイトWRESTLE-1に一夜限りの復活なのか参戦する。しかしこの試合も各雑誌で酷評される。
2006年に古傷である背中の手術を受けている。

## 得意技
メルトダウン（WCW）
コブラツイストで相手を捕獲し、相手の股下に手を通しリストクラッチする。その状態で持ち上げ叩きつける。
アダムスマッシャー（WWF）
パワーボム。
ハイタイム
アダムスとの合体技で、ダブルチョークスラム。きれいに決まると見栄えもいいが、息が合わないことが多々あった。

## 獲得タイトル
スモーキー・マウンテン・レスリング
- SMW "ビート・ザ・チャンプ" TV王座：1回[2]

ワールド・チャンピオンシップ・レスリング
- WCW世界タッグ：2回（w / ブライアン・アダムス）[4]

全日本プロレス
- 世界タッグ王座：1回（w / ブライアン・アダムス）[5]